# Hamburger Hallig
Die Hamburger Hallig (dänisch Hamborg hallig, friesisch Hamborjer Håli) ist eine nicht eingedeichte Halbinsel an der Westküste des Kreises Nordfriesland in Schleswig-Holstein.

## Geschichte
Der Name der Hallig erinnert an zwei Hamburger Kaufleute, die Gebrüder Rudolf und Arnold Amsinck. Diese erwarben 1624 als Oktroy die Deichrechte an der Nordost-Ecke der Insel Strand und errichteten bis 1628 Deiche. So entstand der Amsinck-Koog. Durch die Burchardiflut im Jahre 1634 wurden die Deiche zerstört. Lediglich die Warft mit dem „Hamburger Haus“ blieb bestehen und wurde für zahlreiche Strander Einwohner während der Sturmflut zur Rettung. Nach 1634 wurden die Deiche unter hohem Kostenaufwand wieder erstellt und Überlebende der Flut siedelten sich an. 1658  starb Arnold Amsinck im „Hamburger Haus“ in seinem Koog, nachdem er sein ganzes Vermögen in die Wiedereindeichung gesteckt hatte. 1661 wurde das Haus abgebrochen und durch ein kleineres ersetzt. Das Geschehene wurde literarisch vom Husumer Schriftsteller Albert Petersen in seinem Roman Arnold Amsinck (1921) geschildert.
1711 waren die Deiche soweit zerstört, dass der Amsinck-Koog wieder eine Hallig war. Sie blieb bis 1760 im Besitz der Familie Amsinck. 1781 wird der Name „Hamburger Hallig“ erstmals erwähnt. Das Haus auf der Hallig wurde durch die Februarflut 1825 zerstört.
1855 plante man einen Verbindungsdamm zum Festland. 1859/60 wurde der Damm gebaut, brach aber bereits 1860 wieder. 1866/67 baute man einen Buschdamm vom Bordelumersiel zur Hallig. Dieser Damm wurde 1874 befestigt und bekam eine Überlaufstelle, die 1875 geschlossen wurde. Durch die Unterbrechung der durchlaufenden Tideströme wurde die Aufschlickung beiderseits des Dammes stark beschleunigt. Die hier gewonnenen Erfahrungen haben die weitere Entwicklung der Landgewinnung entscheidend beeinflusst. 1878 kaufte der Fiskus die Hallig und verpachtet sie fortan zur Bewirtschaftung. 1880 wurde ein artesischer Brunnen erstellt. Seit 1901 ist der Damm befahrbar.
1908 war die Hallig 96 Hektar groß. Am 16. April 1930 war sie mit dem Deichvorland 216 Hektar groß und wurde zum Naturschutzgebiet erklärt, um den Säbelschnäbler zu schützen. Heute umfasst sie zusammen mit dem Deichvorland des Sönke-Nissen-Koogs und den Salzwiesen rund 1.000 Hektar und wird vom Naturschutzbund NABU betreut.

## Geographie
Die Hamburger Hallig ist keine Insel mehr, seit sie 1860 durch einen Damm mit dem Festland verbunden wurde. Heute schließt sie sich dem Deichvorland vor dem Sönke-Nissen-Koog an und gehört wie er zur Gemeinde und Gemarkung Reußenköge. Bis 1899 war sie ein gemeindefreier Gutsbezirk. Für den unbewohnten Gutsbezirk wurde eine Fläche von 79 Hektar nachgewiesen. Das westliche Ufer der Hallig ist heute durch Befestigungsmaßnahmen weitgehend gegen weitere Landverluste gesichert.
Am 30. September 1928 wurde die Hamburger Hallig in die Gemeinde Reußenköge eingegliedert.
Während eine Landverbindung über einen Damm definitionsgemäß aus einer Insel noch keine Halbinsel macht, kommen hier die dem Damm vorgelagerten Salzwiesen hinzu.

## Warften

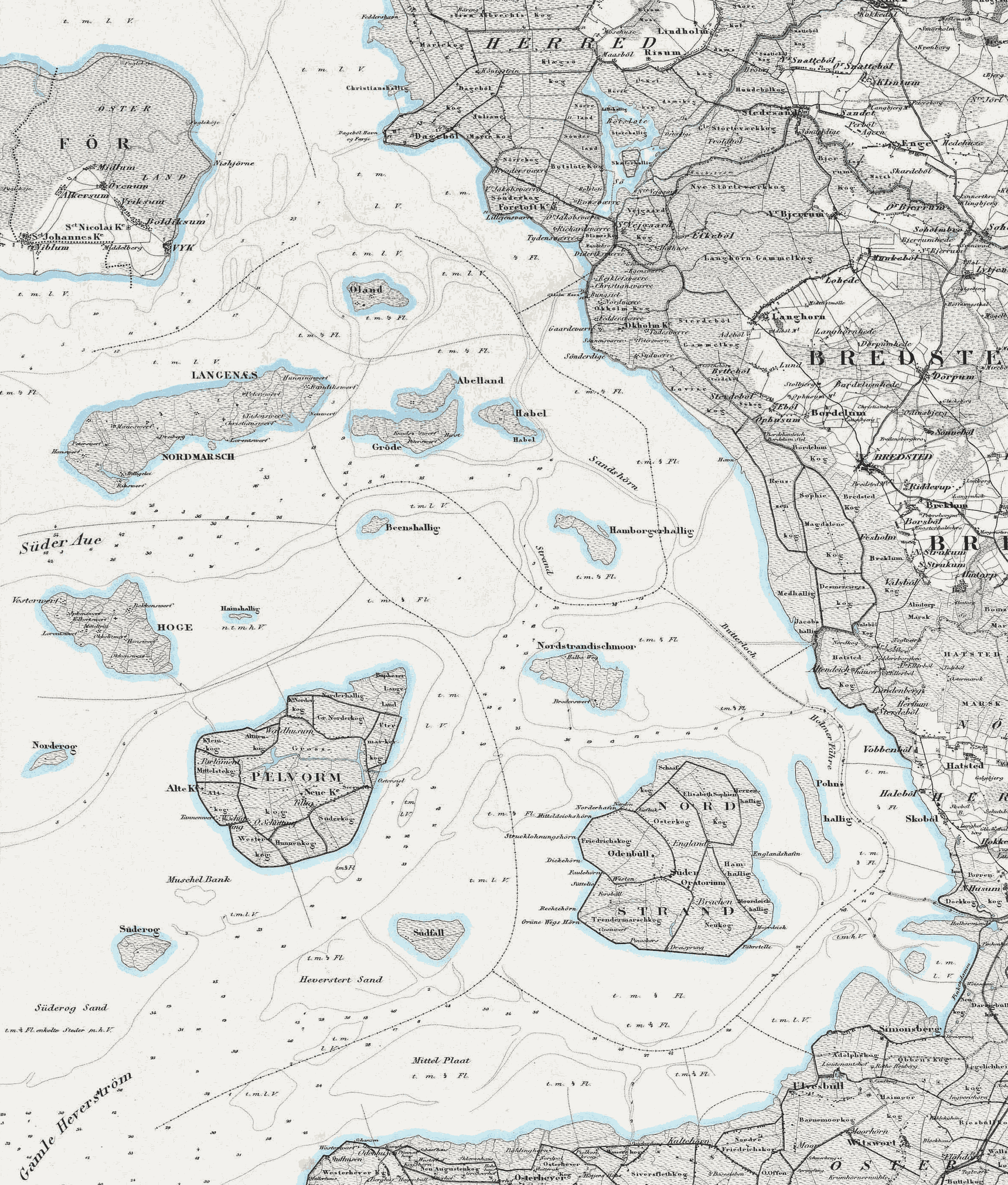
Amtliches Kartenblatt von 1858 mit der deutlich vom Festland getrennten Hamborgerhallig
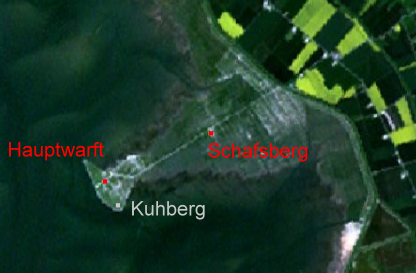
Hamburger Hallig mit Deichvorland und Warften NASA Landsat-Bild

Die Hamburger Hallig besitzt drei Warften (einschließlich einer Warft auf dem Deichvorland und einer unbebauten Warft).

### Hauptwarft

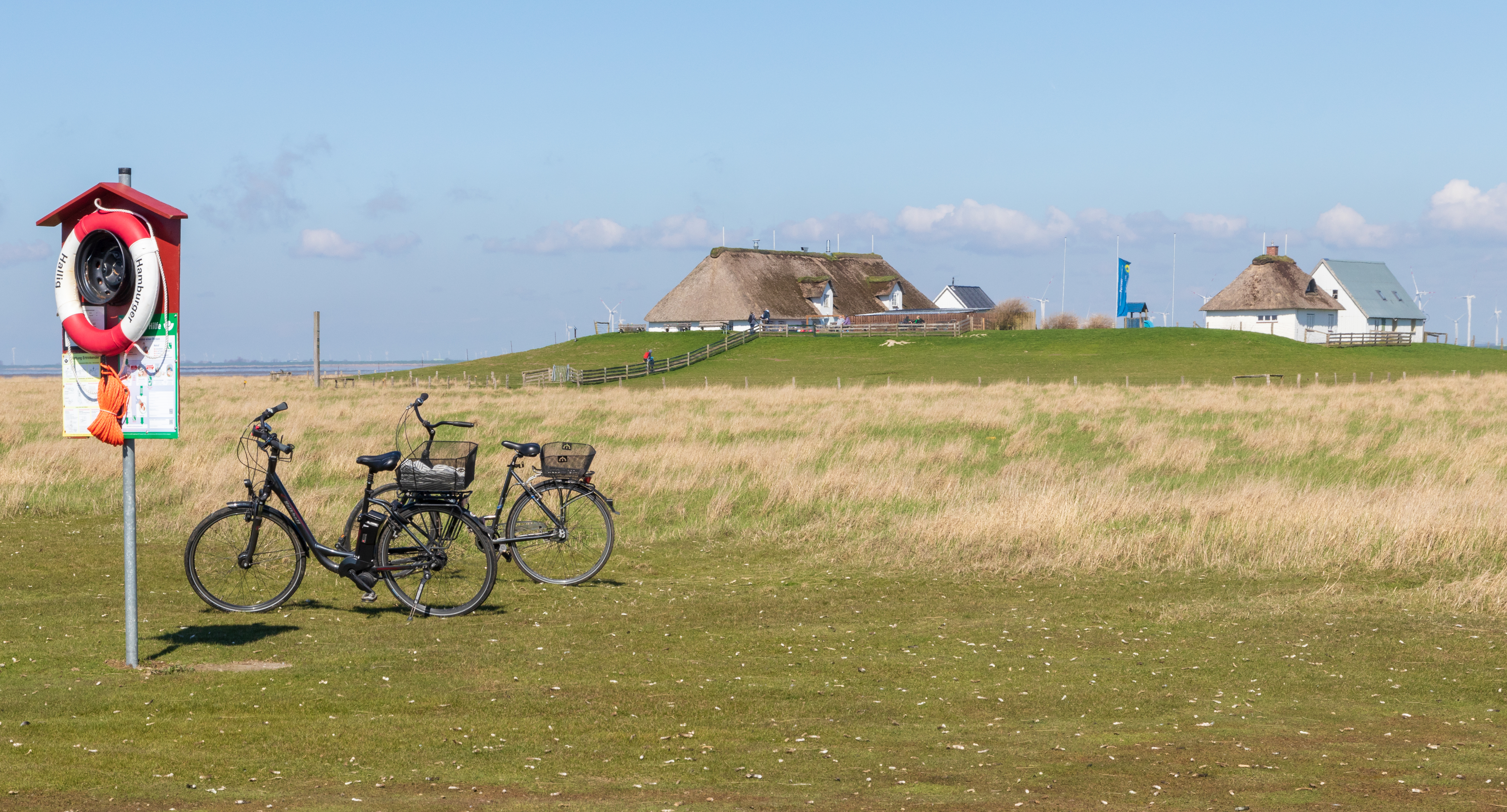
Die Hauptwarft

Die Hauptwarft auf der Hamburger Hallig, vier Kilometer westlich vom Seedeich des Sönke-Nissen-Kooges, hat keinen eigenen Namen. Auf ihr stehen drei Gebäude:
- Gaststätte „Hallig Krog“, die von Ostern (spätestens jedoch 1. April) bis zum 31. Oktober bewirtschaftet wird
- Ein Stützpunkt der NationalparkService gGmbH (NPS) mit Praktikantenwohnung (nur zeitweise im Sommer bewohnt)
- „Watt-Werkstatt“ (Ausstellung und Labor des NPS)

### Kuhberg
Etwa 300 Meter südlich der Hauptwarft liegt auf der Hallig der Kuhberg, eine niedrige, unbebaute Warft, die als Rettungshügel für Schafe bei leichten Landuntern dient.

### Schafberg

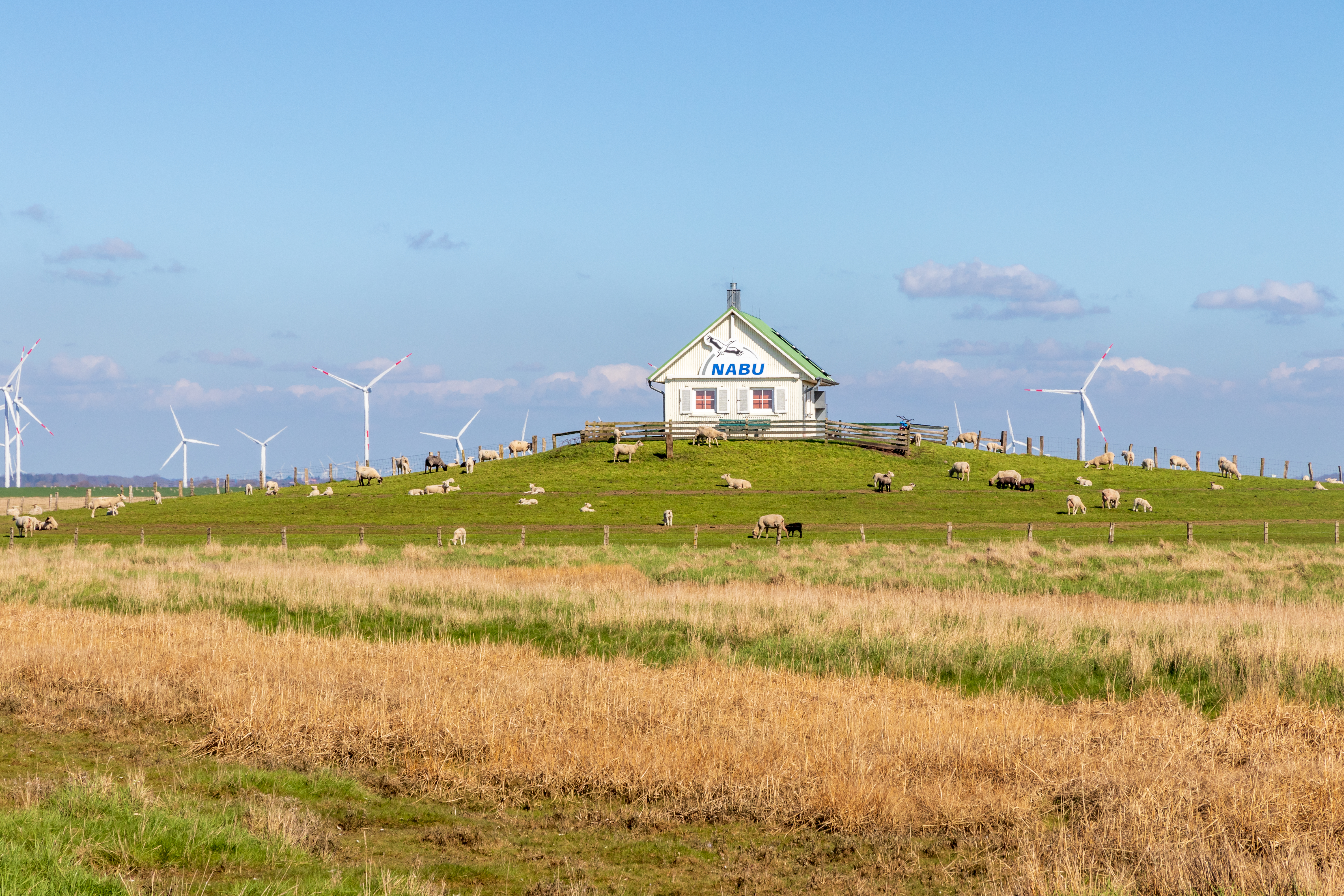
Der „Schafberg“ mit der NABU-Station

Zwei Kilometer östlich, etwa auf der Hälfte des Weges zum Festland, liegt die Warft „Schafberg“ mit NABU-Station, das „Claus-Jürgen Reitmann-Haus“. Die Unterkunft ist nur zeitweise von ehrenamtlichen NABU-Naturschutzwarten bewohnt. Der Schafberg liegt im Vorland vor dem Sönke-Nissen-Koog, also nicht auf der eigentlichen Hamburger Hallig. Manche Quellen sprechen daher von nur einer bewohnten Warft auf der Hamburger Hallig.